# Pedro Juan Andreu
Pedro Juan Andréu Orlandis (Palma de Mallorca, 26 de noviembre de 1697-Ravena, 24 de febrero de 1777) fue un jesuita y misionero, está considerado uno de los más grandes misioneros de Paraguay. Es uno de los mejores relatores sobre las vicisitudes cotidianas de las misiones jesuíticas del virreinato del Río de la Plata.
Nacido en una familia de alcurnia y nobleza, previo a su ingreso en la Compañía de Jesús se graduó en Filosofía, y se doctoró en Teología. En 1733 ingresa como novicio jesuítico en Sevilla, inspirado por el llamado del padre Antonio Macioni (1732) que buscaba voluntarios para llevar el mensaje de Jesús al Paraguay.
Desembarca en Buenos Aires en marzo de 1734, y se ordena en 1736 en Buenos Aires. Posteriormente en 1737 es enviado a misionar al Chaco.
Trabajó convirtiendo a los pueblos indígenas pueblo lules, omoampas e isistines.  Les enseñó a labrar la tierra y otras labores. Por su tarea  entre 1737 y 1761 en la reducción y conversión de los indígenas del Chaco, es designado "prepósito provincial del Paraguay", en dicho rol trabajar para aumentar la cantidad de misiones. En 1766 es designado  rector del Colegio Máximo y Universidad de Córdoba en Argentina, de donde es expulsado por el decreto del rey Carlos III, que desaloja a los jesuitas de España y América.
Se exilia en Rávena, hasta su muerte.